# Domenico Calcagno
Domenico Calcagno (Sinh 1943) là một Hồng y người Italia của Giáo hội Công giáo Rôma. Ông từng đảm trách vai trò Chủ tịch Văn phòng Quản trị Tài sản của Tòa Thánh từ năm 2011 đến năm 2018 trước khi hồi hưu. Trước đó, ông cũng từng đảm trách vai trò Tổng Thư kí Văn phòng Quản trị Tài sản Tông Tòa từ năm 2007 đến năm 2011, Ủy viên của Ủy ban Hồng y giám sát Viện Nghiên cứu Tôn giáo (2013 - 2014).
Hồng y Calcagno có văn bằng Cử nhân Triết học và Tiến sĩ Thần học Tín lý.

## Thân thế và tu tập
Hồng y Domenico Calcagno sinh ngày 3 tháng 2 năm 1943 tại Tramontana, Italia. Sau quá trình tu học dài hạn tại các cơ sở chủng viện theo quy định của Giáo luật, ngày 29 tháng 6 năm 1967, Phó tế Calcagno được truyền chức linh mục bới Hồng y Giuseppe Siri, Tổng giám mục Tổng giáo phận Genova. Tân linh mục cũng là thành viên linh mục đoàn giáo phận này.
Sau khi được truyền chức linh mục, năm 1968, vị linh mục trẻ tuổi Calcagno được bổ nhiệm linh mục chính xứ của giáo xứ Sant'Ambrogio a Uscio và dạy tại Đại chủng viện ở Genoa. Tháng 8 năm 1969, ông được bổ nhiệm làm Chưởng ấn Oratorio di Sant'Erasmo ở Genoa-Quinto và sau khi phục vụ trong hội đồng giám mục, cả ở cấp giáo phận và khu vực, ông trở thành Tổng thư ký của ủy ban Presbyteral Ý.
Năm 1985, ông được bổ nhiệm làm Chủ tịch Viện Hỗ trợ các giáo sĩ Tổng giáo phận Genoa. Năm 1989, ông được gửi đến Rôma để đảm nhận vai trò Giám đốc Văn phòng Hợp tác Truyền giáo Liên Giáo hội và kể từ năm 1992, ông giảng dạy thần học tại Đại jọc Giáo hoàng Urbanian.
Năm 1996, ông được bổ nhiệm làm Chủ tịch Trung tâm Hỗ trợ Giáo sĩ và là thủ quỹ của Hội đồng Giám mục Ý từ năm 1999.

## Giám mục
Sau 35 năm mục vụ trên cương vị là một linh mục, ngày 25 tháng 1 năm 2002, Tòa Thánh loan báo tin về việc Giáo hoàng đã tuyển chọn linh mục Domenico Calcagno, 59 tuổi, làm Giám mục chính tòa Giáo phận Savona-Noli. Lễ tấn phong cho tân giám mục đã được cử hành sau đó vào ngày 9 tháng 3 cùng năm tại Thánh đường San Lorenzo, tọa lạc tại Genova thuộc Tổng giáo phận Genova. Nghi thức truyền chức chính yếu được cử hành bởi Hồng y Tổng giám mục Genova Dionigi Tettamanzi và hai vị khác trong vai trò phụ phong là Hồng y Giovanni Canestri, Nguyên Tổng giám mục Genova và Tổng giám mục Paolo Romeo, Sứ thần Tòa Thánh Italia và San Marino. Tân giám mục chọn cho mình khẩu hiệu:In veritate libertas.

## Tổng giám mục, thăng Hồng y
Tháng 2 năm 2007, Giám mục Calcagno tham dự chuyến thăm Ad Limina. Năm năm sau khi được bổ nhiệm làm giám mục Savona-Noli, ngày 7 tháng 7 năm 2007, Tòa Thánh chính thức bổ nhiệm Giám mục Calcagno về làm việc tại Giáo triều Rôma, với danh hiệu Tổng giám mục, Tổng Thư kí Văn phòng Quản trị Tài sản Tông Tòa. Đúng bố năm sau đó, ông trở thành Chủ tịch Văn phòng này.
Bằng công nghị hồng y năm 2012 cử hành ngày 18 tháng 2, Giáo hoàng Biển Đức XVI vinh thăng Tổng giám mục Domenico Calcagno vinh thăng tước vị Hồng y, đẳng Phó tế Nhà thờ Annunciazione della Beata Vergine Maria a Via Ardeatina. Ngày 27 tháng 5 cùng năm, tân hồng y đã đến nhận nhà thờ hiệu tòa của mình.
Hồng y Calcagno cũng tham dự Mật nghị Hồng y 2013, chọn Giáo hoàng Phanxicô. Ngoài ra, Hồng y Calcagno còn là Ủy viên của Ủy ban Hồng y giám sát Viện Nghiên cứu Tôn giáo từ ngày 16 tháng 2 năm 2013 đến ngày 15 tháng 1 năm 2014.
Hiện nay, ông đang là thành viên của nhiều thánh bộ của Giáo triều Rôma như: Thánh bộ Phúc Âm hóa các dân tộc và Thánh bộ Đời sống Tận Hiến và các Hiệp hội Đời sống Tông đồ (Thánh bộ Tu sĩ) và thành viên Ủy ban Giáo hoàng về Nhà nước Thành phố Vatican.
Vào tháng 10 năm 2016, một số hồng y phản đối kế hoạch của hồng y Calcagno về việc Văn phòng Quản trị Tài sản của Tòa Thánh cho McDonald's thuê không gian thương mại tại một tòa nhà, cách Vương cung thánh đường Thánh Phêrô chỉ vải bước chân và cũng là nơi một số hồng y sinh sống. Cá nhân hồng y Calcagno bác bỏ những phản ứng tiêu cực của họ. Ông nói: "Tôi không nghĩ đây là một vụ bê bối".
Ngày 26 tháng 6 năm 2018, Tòa Thánh chấp thuận đơn xin hồi hưu của ông vì lý do tuổi tác theo Giáo luật.

## Tông truyền
Hồng y Domenico Calcagno được truyền chức giám mục năm 2002, thời Giáo hoàng Gioan Phaolô II, bởi:
- Chủ phong: Hồng y Dionigi Tettamanzi, Tổng giám mục Chính tòa Genova,
- Hai vị phụ phong: Hồng y Giovanni Canestri, Nguyên Tổng giám mục Tổng giáo phận Genova và Tổng giám mục Paolo Romeo, Sứ thần Tòa Thánh Italia và San Marino.

Hồng y Domenicao Calcagno là phụ phong cho giám mục:
- Năm 2015, giám mục Nicolò Anselmi, hiện đang là Giám mục phụ tá Tổng giáo phận Genova.